# Osmaneli (district)
Osmaneli is een Turks district in de provincie Bilecik en telt 21.022 inwoners (2007). Het district heeft een oppervlakte van 510,4 km².
De bevolkingsontwikkeling van het district is weergegeven in onderstaande tabel.
| 1997   | 2000   | 2007   |
| ------ | ------ | ------ |
| 19.525 | 21.070 | 21.022 |